# Brasilien und seine Sauelenkakteen
Brasilien und seine Sauelenkakteen (abreviado Brasil. Sauelenkakteen) es un libro con ilustraciones y descripciones botánicas que fue escrito por el explorador y botánico alemán Erich Werdermann y publicado en el año 1935.